# Sunset Park (romanzo)
Sunset Park è un romanzo scritto da Paul Auster nel 2010
Ambientato tra lo Stato della Florida e New York è incentrato sulle problematiche dei rapporti familiari e generazionali.

## Trama
Miles Heller è un precario non troppo giovane, ha ventotto anni e ha scelto una vita senza obblighi e responsabilità dopo aver provocato involontariamente la morte del fratellastro. L'ultimo dei suoi lavoretti è quello di recuperare i possibili oggetti di valore abbandonati da inquilini insolventi in fuga o ex proprietari di casa cacciati dopo che la loro proprietà è stata acquisita dalle banche. Ha scoperto che inventariare eventuali oggetti di interesse non è certo un piacere, ma fotografando artisticamente le case abbandonate sente di dare dignità agli ex inquilini e a sé stesso.
Ha cancellato la sua personalità che lo vedeva studente brillante anche se un po' solitario, è riuscito per sette anni a passare inosservato alla società statunitense e a rendersi irreperibile per la famiglia, ma poi in Florida si innamora della minorenne Pilar Sanchez.
Per il fatto di non poterla frequentare alla luce del sole Miles diviene ricattabile dall'avida sorella di Pilar che pretende da lui che sottragga gli oggetti recuperati.
Interviene in suo aiuto un vecchio amico, l'unico col quale abbia mantenuto contatti della vita precedente, che lo accoglie in una minuscola comunità di squatter che occupa abusivamente una casetta a New York.
Miles troverà la forza di rivedere la madre (attrice di successo) ed il padre che faticosamente tiene in piedi il rapporto con la matrigna (madre del fratellastro morto).

## Edizioni
- Paul Auster, Sunset Park, traduzione di Massimo Bocchiola, Einaudi, 2012, ISBN 978-88-06-21201-8.